# Охрименко, Константин Александрович
Константин Александрович Охрименко (укр. Костянтин Олександрович Охріменко; 23 февраля 1949, Дружковка, Донецкая область — 5 августа 2014, пгт. Макаров, Киевская обл.) — украинский политик, народный депутат Украины II и III созыва, представитель Уполномоченного Верховной Рады Украины по правам человека. Почетный гражданин города Дружковка.

## Биография
Родился 23 февраля 1949 в г. Дружковка Донецкой области.
Окончил Краматорский индустриальный институт (1978), инженер-механик, «Подъемно-транспортные машины и оборудование». ВПШ при ЦК КПУ (1983).
04.2002 — кандидат в народные депутаты Украина, выб. окр. № 51, Донец. обл., выдвинутого КПУ. По 21,99 %, 2 из 16 претендентов. На время выборов: нар. деп. Украина, член КПУ. Народный депутат Украины 3 созыва.
03.1998-04.2002 от КПУ, № 79 в списке. На время выборов: нар. деп. Украина, чл. КПУ. Чл. Комитета по вопросам финансов и банк. деятельности (с 07.1998); чл. фракции КПУ (с 05.1998); чл. Контрольной комиссии по вопросам приватизации (с 07.1998).
Народный депутат Украины 2 созыва с 03.1994 (1-й тур) до 04.1998, Дружковский выб. окр. № 123, Донец. обл., выдвинут. КПУ. Председатель подкомитета по вопросам машиностроения и конверсии Комитета по вопросам базовых отраслей и социально-экономического развития регионов. Член фракции коммунистов. На время выборов: начальник отдела внешнеэкономических связей Дружковского метизного завода, член КПУ.
- 1964—1968 — ученик, Дружковский машиностроения. тех-м.
- 1968 — электросварщик, наладчик, Липецкий тракторный завод.
- 1968—1971 — служба в Сев. флоте.
- 1971—1978 — электрик, мастер, инженер-конструктор, ст. мастер, завод газовой аппаратуры.
- 1978—1981 — инж., Секр. парткома, завод «Красная Звезда», г.. Дружковка.
- 1981—1983 — на парт. работе.
- С 1983 — зам. нач. цеха, нач. цеха, нач. отдела, секр. парткома, Дружковский метизный завод.
- 1988—1991 — 1-й секр., Дружковский горкома КПУ.
- С 1991 — нач. цеха, нач. отдела, Дружковский метизный завод.

Умер 5 августа 2014 года в Макарове. Похоронен в Киеве, на Байковом кладбище (участок № 33).

### Семья
Был дважды женат. Сыновья Алексей и Андрей. Внуки: Ярослав, Владислав, Александр.